# Вали (опекун)
Вали (араб. ولي‎, «защитник», «помощник») — в исламском семейном праве, особый опекун невесты, её представитель при заключении брачного контракта. Формально, требование о наличии вали при заключении брака зависит от исламской юридической школы (мазхаба): у шиитов и суннитов Ханафитского мазхаба совершеннолетняя женщина технически может заключить брак от своего имени, хотя на практике всегда используется вали; наличие его обязательно в остальных трёх суннитских мазхабах. Обычно в качестве вали выступает отец невесты. Это понятие не совпадает с обычным опекунством, хотя в особых случаях опекун может играть роль вали. 
Исламская доктрина разделяет опекунство вали «с правом принуждения» (в случае отсутствия у невесты права законного права представлять себя, например, по причине несовершеннолетия), и без такого права (совершеннолетняя невеста). В последнем случае вали является скорее доверенным лицом невесты, чем опекуном. Все мазхабы позволяют вали выдать свою подопечную замуж до достижения половой зрелости (и, тем самым, до достижения ею минимального брачного возраста), часто такие браки заключаются в младенческом возрасте. При этом консуммация брака откладывается до полового созревания. Если вали не является отцом или дедушкой невесты, она может по достижении зрелости, но до консуммации, отказаться от брака (это возможно только через суд).
Сунниты придерживаются следующего старшинства при выборе вали:
1. предки по мужской линии (отец, дедушка по отцу и т. д.);
2. потомки невесты по мужской линии(сыновья, внуки по линии сыновей и т. д.);
3. братья по отцу;
4. дяди по отцу и их сыновья;
5. другие члены семьи в порядке близости по родству;
6. представитель главы государства (обычно в лице кади).

Мать или отец матери не могут быть вали, если других подходящих родственников нет, в качестве вали используется кади, как и в случаях, когда лицо, вступающее в брак, достигло совершеннолетия в дееспособном состоянии, но позже стало недееспособным. 
Практические применения правил варьируют в зависимости от государства, использующего шариат в законодательстве. Например, в Марокко опекунство с правом принуждения запрещено.